# キルギス鉄道

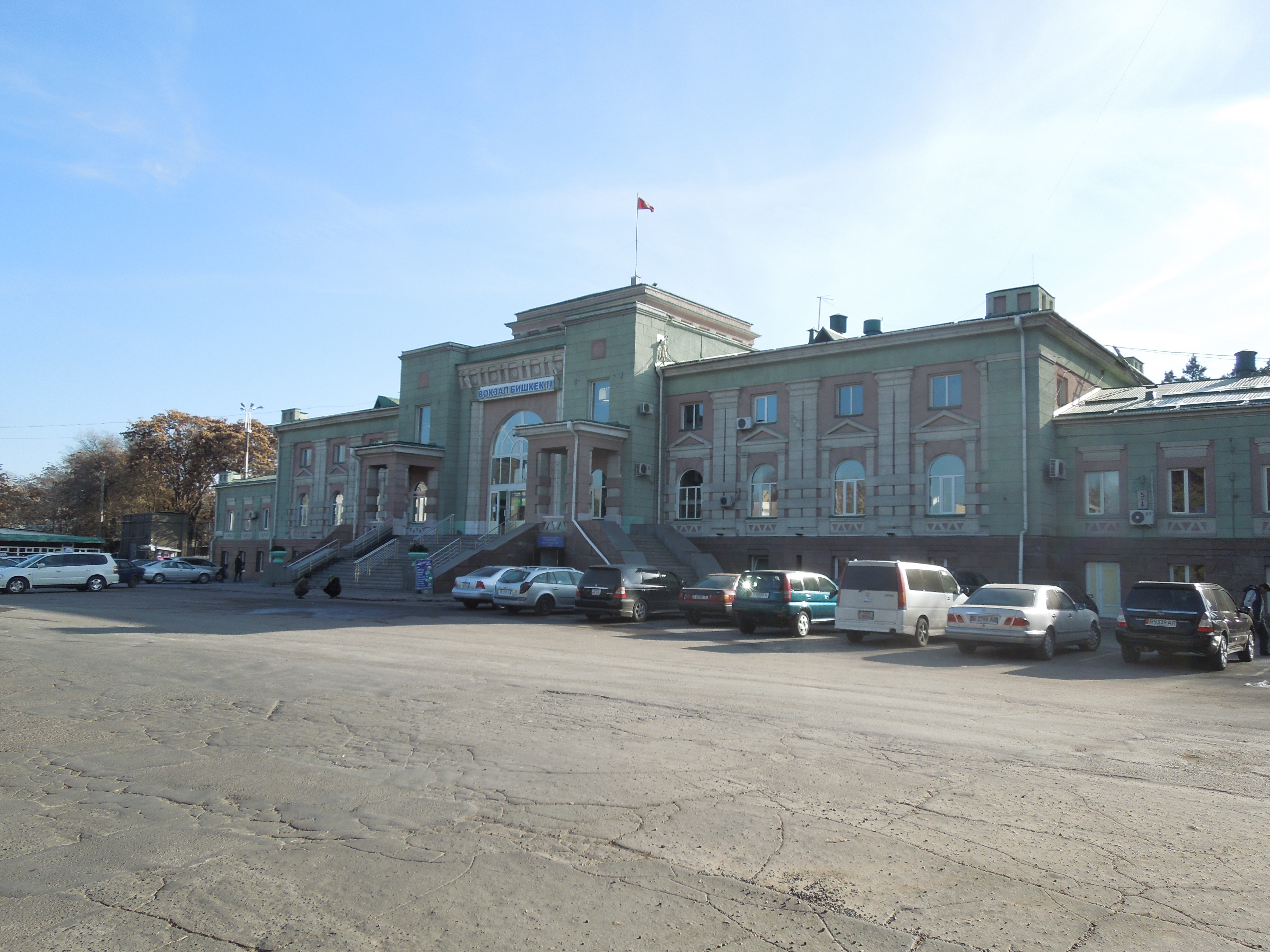
ビシュケク2駅

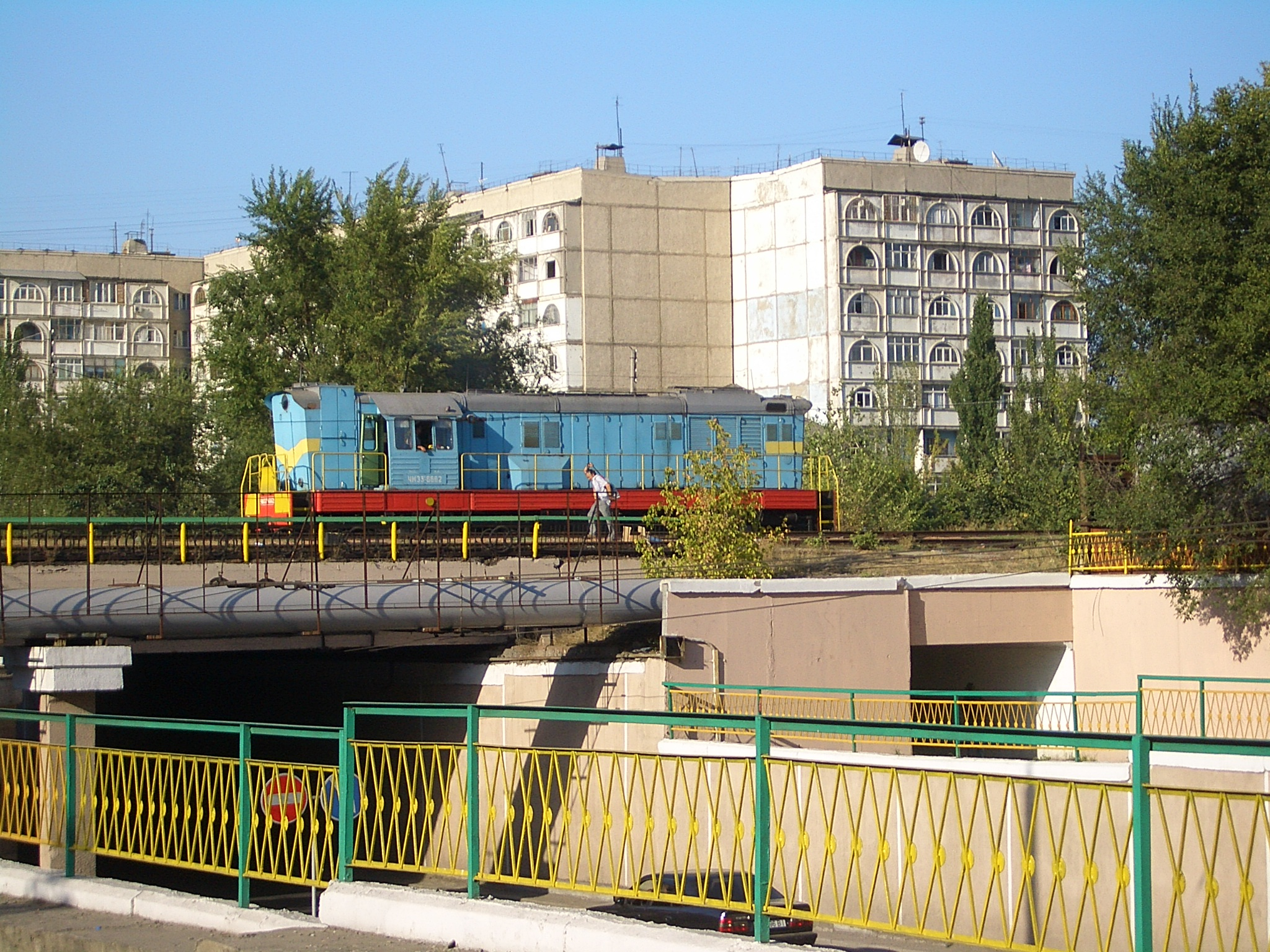
ビシュケクの陸橋上のディーゼル機関車

キルギス鉄道（キルギスてつどう、キルギス語: Кыргыз темир жолу、英語: Kyrgyz Railway (KTJ)）は、キルギスの国有鉄道の開発業者である。

## 路線網および鉄道車両
当鉄道は、総延長428kmの路線において、約320kmの単線の路線を運営している。
ソビエト連邦が崩壊した後、当鉄道はソビエト鉄道より貨車2,500両、客車450両および機関車50両を得た。
しかし、1998年の財政危機によって、当鉄道への支出が大幅に削減された。

## 輸送量
貨物輸送量は、1990年の26億2,000万tkmと比較して、2001年の3億3,000万tkmは、1990年レベルのわずか13%であり、まだ減少している。
旅客輸送量は、1990年にあったもののわずか約25%である。
貨物輸送サービスが利益になる間、反独占委員会によって運賃が規制されてから、旅客サービスはお金を失っている。

## 電化
2008年に、当鉄道がカザフスタンの鉄道網と首都ビシュケクを結ぶ路線（トルキスタン・シベリア鉄道のビシュケク支線de:Bahnstrecke Lugowoi–Bischkek）の電化を開始することを発表した。

## 隣接国との鉄道接続状況
- タジキスタン - 接続なし
- ウズベキスタン - 接続あり
- カザフスタン - 接続あり
- 中華人民共和国 - 接続なし（中国のみ軌間が異なる）